# Loes Schnepper
Loes Schnepper (Rheden, 7 maart 1962) is een Nederlandse film- en theateractrice. 
Schnepper studeerde op haar 40e af als actrice, waarna ze begon met werken als actrice en trainingsactrice. Ze kreeg steeds grotere rollen in film- en televisieproducties. In 2011 begon ze samen met regisseur Allard Westenbrink met het maken van komische Youtube-video's onder de verzamelnaam 'Met Loes'. In 2014 ontving ze de prijs voor Beste Actrice op het 48 Hours Film Festival in Rotterdam en op het Nederlands Film Festival won ze het Gouden Kalf voor Beste Actrice voor haar rol in het televisiedrama Voor Emilia.
Schnepper speelde in televisieseries als Rundfunk en Komt een man bij de dokter en in films als Gratis en Adios Amigos.